# Brighton International 1994
Brighton International 1994 — жіночий тенісний турнір, що проходив на закритих кортах з килимовим покриттям Брайтонського центру в Брайтоні (Англія). Належав до турнірів 2-ї категорії в рамках Туру WTA 1994. Відбувсь усімнадцяте і тривав з 18 жовтня до 23 жовтня 1994 року. Друга сіяна Яна Новотна виграла свій другий підряд титул на цьому турнірі й отримала 80 тис. доларів США.

## Фінальна частина

### Одиночний розряд
Яна Новотна —  Гелена Сукова 6–7(4–7), 6–3, 6–4
- Для Новотної це був 2-й титул в одиночному розряді за рік і 9-й — за кар'єру.

### Парний розряд
Манон Боллеграф /  Лариса Нейланд —  Мері Джо Фернандес /  Яна Новотна 4–6, 6–2, 6–3

## Розподіл призових грошей
| Дисципліна       | П       | Ф       | ПФ      | ЧФ     | 1/8    | 1/16   |
| Одиночний розряд | $80,000 | $36,000 | $18,000 | $9,000 | $4,600 | $2,400 |